# Brachypogon senegalensis
Brachypogon senegalensis är en tvåvingeart som först beskrevs av Meillon och Wirth 1955.  Brachypogon senegalensis ingår i släktet Brachypogon och familjen svidknott.
Artens utbredningsområde är Senegal. Inga underarter finns listade i Catalogue of Life.